# Ponte romano (Mérida)
Il ponte romano della città spagnola Mérida (Estremadura) è considerato il più lungo dell'antichità. Al tempo dell'Impero Romano l'opera si ergeva sul fiume Guadiana in due sezioni separate da un tagliacque. Oggi il ponte ha una lunghezza di 790 m e appoggia su 60 archi, tre dei quali rimasero nascosti fino alla fine degli anni '90, quando le opere di risanamento dei margini del fiume li riportarono allo scoperto.
Il ponte appartiene all'Insieme archeologico di Mérida, uno degli insiemi archeologici più importanti ed estesi di Spagna, che nel 1993 è stato dichiarato Patrimonio dell'Umanità dall'UNESCO.

## Storia e descrizione
A partire dalla fondazione della colonia Augusta Emerita nell'anno 25 a. C. la città costituì il centro più importante della rete di comunicazioni dell'ovest della penisola iberica, tanto per il suo rango di capitale della provincia di Lusitania, quanto per la facilità nell'attraversare il fiume Guadiana grazie al suo grande ponte di pietra. Così, l'importante strada della Via Delapidata (Via dell'Argento) che attraversava la Spagna romana da nord a sud e verso ovest, così come i percorsi che si dirigevano ad Olisipo (Lisbona), Corduba, Toletum o Caesaraugusta (Saragozza) si incrociavano a Mérida dovendo attraversare il suo ponte.

Il primo tratto del ponte, il meno ristrutturato.

Il ponte venne costruito nello stesso periodo della fondazione della colonia, cioè negli ultimi decenni del I secolo a. C., ed è l'opera che determinò la posizione della città.  Pertanto la costruzione risale all'epoca di Augusto. L'incidenza di questa fase sulla storia e le grandi inondazioni del Guadiana nel corso della storia hanno portato al deterioramento dell'opera, rendendo il ponte che vediamo oggi una combinazione di diverse parti che non rispecchiano a pieno il suo aspetto originale. Il luogo scelto è un tratto poco profondo del fiume, nel quale il suo largo letto è diviso in due da un'isola naturale, il cui fondale è composto da formazioni di diorite che creano una base solida.
Attraverso l'analisi approfondita del ponte si è giunti a comprendere come esso sia diviso in tre tratti ben differenziati: il primo, dalla città fino alla prima discesa a valle, chiamato dell'Humilladero; il secondo fino alla discesa di Santo Antonio, simile al primo, e il terzo che raggiunge la fine del ponte. Il primo tratto corrisponde ai dieci archi iniziali; è quello che ha subito meno ristrutturazioni e pertanto è più fedele all'originale. Il suo nucleo è costruito secondo la tecnica dell'opera cementizia ed è ricoperto di bugnato. Le sue colonne sono quadrate e a monte ha un tagliacque semicircolare che raggiunge l'intera altezza del pilastro, sopra il quale iniziano gli archi a tutto sesto. I timpani sono forati da piccoli archi, anch'essi a tutto sesto, che fungono da briglia. Le campate degli archi diminuiscono simmetricamente lungo tutto il tratto e la larghezza delle colonne è notevole, come tipico delle opere romane dell'inizio dell'epoca imperiale, stile che in seguito sarà superato da opere caratterizzate da una maggior perfezione tecnica come il Ponte di Alcántara, degli inizi del II secolo d. C.
Il secondo tratto, che copre il centro del letto del fiume, è stato il più esposto all'usura naturale e alla distruzione da parte dell'uomo. Nell'anno 483, in epoca visigota, il ponte subì diverse riparazioni, che probabilmente non furono le prime. Nel IX secolo l'emiro Muhammad I di Córdoba, nel sopprimere una rivolta delle istituzioni melitensi contro il potere musulmano, distrusse una delle colonne. In seguito vennero effettuate delle ricostruzioni durante i secoli XIII, XV e XIX. Non si è in grado di esprimere con certezza in quali parti della struttura ci furono interventi, ma le modifiche documentate si focalizzarono principalmente sul tratto centrale del ponte. Il 1603 portò grandi modifiche, come testimoniato dal cronista Bernabé Moreno di Vargas in Storia della Città di Mérida (1633), in cui spiega come i ponti originali che collegavano l'isola centrale con entrambe le rive vennero uniti in uno solo con la creazione del tratto centrale. Di conseguenza, in questa sezione possiamo riconoscere l'opera degli inizi del XVII secolo, che fu terminata nel 1611 e che unisce in modo uniforme lo stile romano con l'austera architettura degli Asburgo. Si tratta di cinque archi a tutto sesto con luci più ampie di quelle del primo tratto, che appoggiano su colonne rettangolari con uno spiccato tagliacque, con una finitura piramidale a monte e un contrafforte di sostegno sul versante opposto.
È proprio in questo tratto che inizia la discesa dell'Humilladero che collega ponte e isola. È un'opera del XVII secolo costruita sulle fondamenta della piattaforma originale di calcestruzzo romano, che era un enorme tagliacque che si sviluppava per 150 m a monte per riparare l'area di attraversamento del fiume. Fino al trentaseiesimo arco, che si trova ancora in questa lunga zona centrale, nel XIX secolo vennero effettuate grandi modifiche: dopo la Guerra dell'Indipendenza Spagnola (1808-1814), nella quale furono distrutti molti archi per impedire il passaggio delle truppe Napoleoniche, e dopo un'inondazione nel 1823; nel 1878 si ripararono invece i danni provocati dall'inondazione del 1860. Durante tutti questi interventi si riuscirono ad armonizzare le integrazioni con l'operato originale romano.

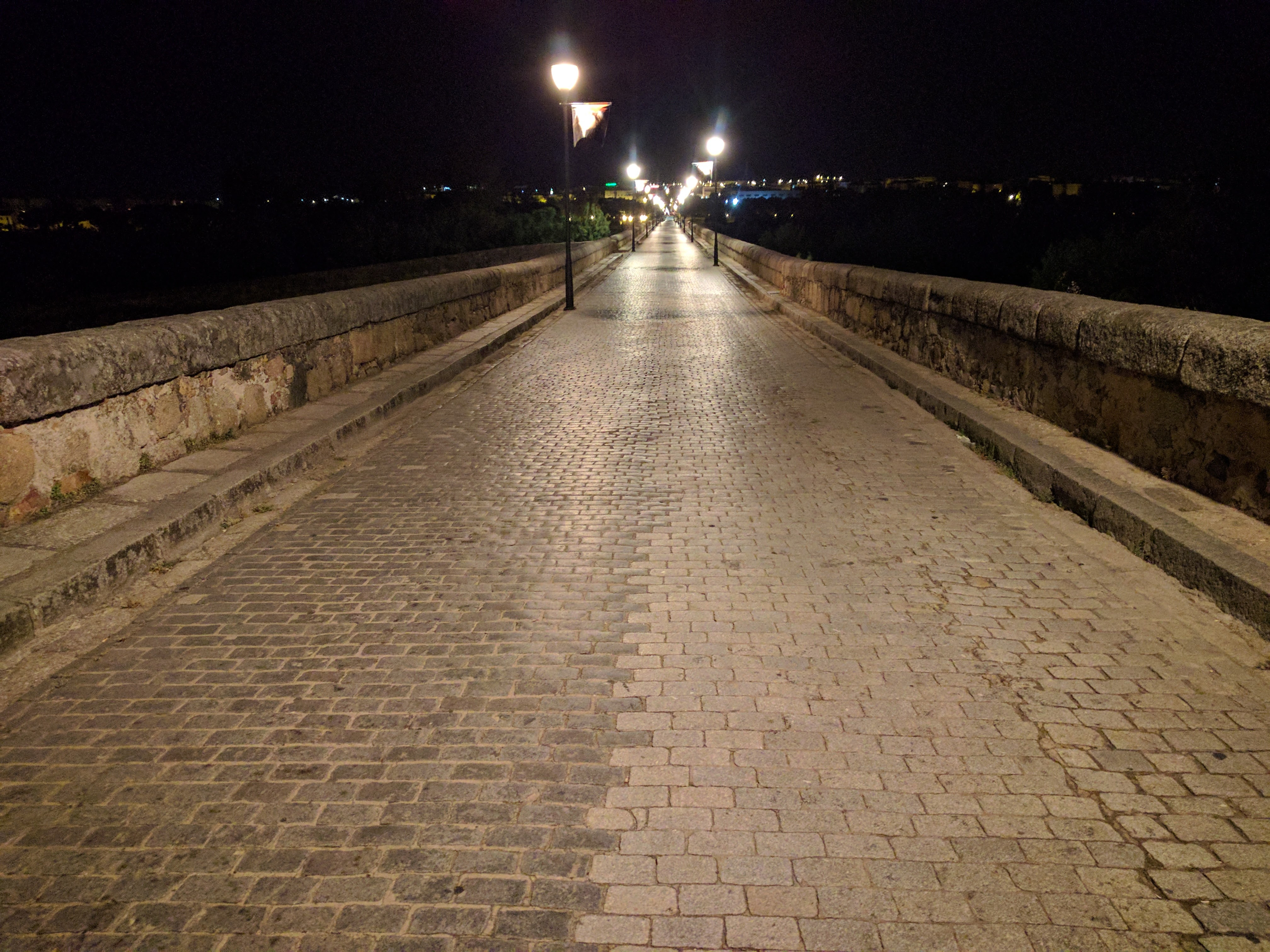
Carreggiata del ponte romano di Mérida.

Il terzo tratto, anche se parzialmente ristrutturato, mantiene grande parte dell'opera originale. È una zona che si sviluppa su una riva che non è quasi mai inondata a causa della scarsa portata del Guadiana, motivo per cui non c'è la necessità della presenza di sfioratori. Condivide con il tratto iniziale il rivestimento di bugnato e proporzioni simili negli archi e nelle colonne; la pendenza del ponte presenta un calo causato dallo sprofondamento del letto del fiume. Questa ultima sezione inizia nella discesa di Santo Antonio, del XVII secolo, e verso la fine della stessa si trovano i resti di una piattaforma di calcestruzzo romano, che potrebbe contenere alcuni reperti romani dati per dispersi, come una discesa o un arco di trionfo, accessori che completerebbero l'opera "nuda" che contempliamo oggi. Si sa che in epoca imperiale il ponte aveva più di un arco e una porta di ingresso alla città nella sua prima sezione, il cui aspetto è a noi conosciuto poiché appare in numerose monete romane coniate nella colonia e che oggi rappresenta il motivo principale dello stemma della città. Nel XVII secolo furono aggiunti una torretta commemorativa della restaurazione dell'epoca di Felipe III e la cappella di Santo Antonio nella discesa dell'Humilladero, luogo di ritrovo dei viaggiatori e scomparsa durante la piena del 1860.
Il ponte oggi misura 792 m e si trova a 12 m sul livello medio dell'acqua. Il suo profilo odierno leggermente gibboso non era così in origine, ma è il frutto delle successive distruzioni e ricostruzioni, nonché dell'affondamento dell'alveo nei due ultimi millenni. Nonostante tutto ciò, il ponte continua ad essere una grande opera che testimonia l'ambizione dell'ingegneria romana. Il ponte resistette al traffico stradale per quasi tutto il corso della sua storia, ma a partire dal 10 dicembre del 1991, allo scopo di evitare ulteriori danni alla struttura, diventò esclusivamente pedonale. In quel giorno venne inoltre inaugurato il ponte Lusitania.